# Mao Rubai
Dans ce nom, le nom de famille, Mao, précède le nom personnel.
Mao Rubai est un homme politique chinois de nationalité Han né en 1938 à Yangzhou, dans la province du Jiangsu.
Il est diplômé de l'Université de Nankin et a rejoint le Parti Communiste Chinois en 1959.
Il est aujourd'hui président du Comité de l'Environnement et des Ressources à l'Assemblée populaire nationale (APN, parlement chinois).